# Anarawd ap Gruffydd
Anarawd ap Gruffydd († 1143) war ein Fürst des walisischen Fürstentums Deheubarth aus der Dinefwr-Dynastie.
Er war der älteste Sohn des Fürsten Gruffydd ap Rhys. Nach dem Tod seines Vaters 1137 übernahm er die Herrschaft über dessen Reich, das sich gerade in der Rebellion gegen die Vorherrschaft der Anglonormannen befand. Trotz seiner Jugend hatte er sich schon ausgezeichnet, indem er Letard besiegte und tötete, einen lokalen Herrscher von Letterston im Süden Ceredigions, der die Bevölkerung der Halbinsel Pebidiog tyrannisierte. 1138 griff er zusammen mit seinem Bruder Cadell sowie mit Owain Gwynedd und Cadwaladr, den Fürsten von Gwynedd, und mit Unterstützung der Wikinger aus Irland vergeblich Cardigan Castle an. Er versuchte, das Bündnis zwischen seinem Reich und Gwynedd fortzuführen und war mit einer Tochter Owain Gwynedds verlobt. Dennoch wurde er 1143 heimtückisch von Gefolgsleuten von Owains Bruder  Cadwaladr ermordet. Owain bestrafte seinen Bruder, indem er ihn aus seinen Herrschaftsgebieten und ins irische Exil trieb. Die Nachfolge Anarawds übernahm sein Bruder Cadell.
Anarawd hinterließ einen Sohn, Einion. Einion stand vermutlich als Hauptmann im Dienst seines Onkels Rhys ap Gruffydd, doch wurde er 1163 von seinem Gefolgsmann Walter ap Llywarch erschlagen. Der Anstifter zu der Tat war vermutlich der anglonormannische Lord Roger de Clare gewesen.